# DIN 1451

padrão da fonte DIN 1451

DIN 1451 é uma fonte sans-serif utilizada para sinalização de tráfego, placas de identificação de veículos automotores, além de aplicações administrativas e técnicas.
A fonte DIN 1451 foi criada pelo Deutsches Institut für Normung (Instituto Alemão para Normatização) em 1931. Existem padrões similares para letras criadas com estêncil. Originalmente projetados para uso industrial, os primeiros padrões das fontes DIN eram um design simplificado que poderia ser aplicado com simplicidade do ponto de vista técnico. Em função da alta legibilidade e seu design sem adornos, a fonte tornou-se popular para usos variados em sinalização e letreiros. Muitas adaptações e expansões do design original foram lançados digitalmente.
A fonte DIN 1451 possui uma versão média (Mittelschrift) e uma condensada (Engschrift): havia também uma versão estendida (Breitschrift) que não está mais em uso mas pode ser encontrada placas antigas alemãs, datadas da década de 1980 para trás. Esta fonte, nas versões média e condensada, continua em uso na sinalização viária alemã e na de outros países. Também foi usada nas placas de identificação de veículos da Alemanha de 1956 até serem substituídas a partir de janeiro de 1995 pela fonte FE-Schrift, especialmente projetada para combater a falsificação e otimizar o reconhecimento e a identificação pelos sistemas eletrônicos de leitura de placas.

## Galeria

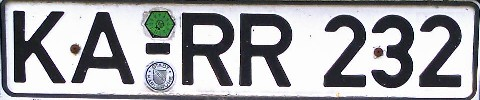
Placa veicular utilizada na Alemanha até 1994. Não é mais produzida, mas ainda é válida.
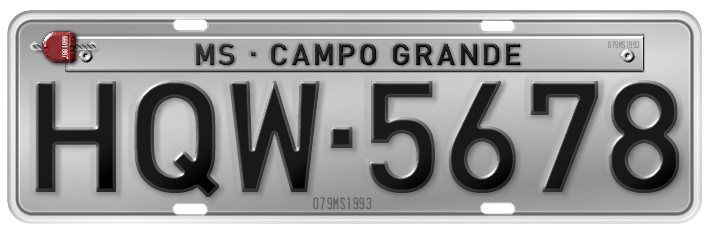
Placa veicular brasileira utilizada de 1990 até 2008, quando foi substituída pela fonte Mandatory.

## References
1. ↑  Pool, Albert-Jan (2007). «FF DIN, the history of a contemporary typeface». In:  Spiekermann, Erik; Middendorp, Jan. Made with FontFont: type for independent minds 1st ed. New York: Mark Batty Publisher. pp. 66–73. ISBN 0977985040
2. ↑  Pool, Albert-Jan. «FF DIN: Digital Block Letters» (PDF). FontShop. Consultado em 14 de dezembro de 2016. Cópia arquivada (PDF) em 7 de julho de 2017
3. ↑  Hardwig, Florian; Maier, Thomas. «From Lettering Guides to CNC Plotters — A Brief History of Technical Lettering Tools». Typotheque. Consultado em 19 de julho de 2017
4. ↑  Berry, John D. (2006). Dot-font: Talking About Fonts 1st ed. New York: Mark Batty Publisher. pp. 50–51. ISBN 0-9772827-0-8
5. ↑  Berry, John. «dot-font: Industrial-Standard Typefaces». Creative Pro. Consultado em 16 de julho de 2016